# Hexapathes
Hexapathes is een geslacht van neteldieren uit de klasse van de Anthozoa (bloemdieren).

## Soorten
- Hexapathes alis Molodtsova, 2006
- Hexapathes australiensis Opresko, 2003
- Hexapathes bikofskii Horowitz et al., 2022
- Hexapathes heterosticha Kinoshita, 1910
- Hexapathes hivaensis Molodtsova, 2006